# Бугайский, Рышард
Рышард Бугайский (пол. Ryszard Bugajski, 27 апреля 1943 года, Варшава — 7 июня 2019 года) — польский режиссёр кино и телевидения, писатель и сценарист.

## Биография
Родился в оккупированной гитлеровцами Варшаве и чудом выжил.
Отец, Эдвард Бугайский, был членом Польской социалистической партии (ППС).
Ричард хотел стать рок-музыкантом, но занятия музыкой, осознав, что недостаточно талантлив. Рисовал, занимался журналистикой.
Изучал философию в Варшавском университете, но на третьем курсе, случайно посмотрев фильм «8½» Федерико Феллинии, перешёл изучать режиссуру в Национальную киношколу в Лодзи, которую окончил в 1973 году.
В 1976 году начал сотрудничать с Кинообъединением «Х» (пол. Zespół Filmowy „X”), которым руководил Анджей Вайда, где снял фильм «Женщина и женщина». В 1981 году снятый им полнометражный художественный фильм «Допрос», был запрещен коммунистической цензурой из-за несовместимости с политической линией польских властей после введения военного положения. Кинообъединение X было официально распущено.
В 1985—1995 годах жил и работал в эмиграции в Канаде.
Умер после продолжительной болезни.

## Фильмография
- 2016 — Катаракта (пол. Zacma)
- 2013 — Закрытая система (пол. Układ zamknięty)
- 2009 — Генерал Нил (пол. General Nil)
- 2006 — Смерть ротмистра Пилецкого (пол. Smierc rotmistrza Pileckiego) (ТВ, 2006)
- 2005 — Солидарность, Солидарность… (пол. Solidarnosc, Solidarnosc…)
- 2003 — Да или нет? (мини-сериал, пол. Tak czy nie?)
- 2003 — На общей (сериал, пол. Na Wspólnej)
- 2002 — В кого я уродился? (ТВ, пол. W kogo ja sie wrodzilem?)
- 1997 — За и против (пол. Za a Przeciw (ТВ, 1997))
- 1995 — Игроки (пол. Gracze)
- 1994 — Телевизионная служба новостей (сериал, пол. E.N.G.)
- 1991 — Просека (пол. Clearcut)
- 1991 — T и T (сериал, пол. T and T)
- 1990 — (пол. Saying Goodbye (A Promise Broken))
- 1989 — Альфред Хичкок представляет (сериал, пол. Alfred Hitchcock Presents)
- 1989 — Сумеречная зона (сериал, пол. The Twilight Zone)
- 1991 — Автостопщик (сериал, пол. The Hitchhiker)
- 1982 — Допрос (1982, пол. Przesluchanie)
- 1980 — Педагогическая деятельность (пол. Zajecia dydaktyczne) (ТВ, 1980)
- 1980 — Женщина и женщина (1980, пол. Kobieta i kobieta)